# La Machine à démonter le temps
Série
La Machine à démonter le temps 2
(2015)
Pour plus de détails, voir Fiche technique et Distribution.
La Machine à démonter le temps (Hot Tub Time Machine), ou Le Spa à remonter dans le temps au Québec, est un film américain réalisé par Steve Pink (en), sorti en 2010.

## Synopsis
Adam, Nick et Lou sont trois copains qui, depuis le lycée, passent tout leur temps libre ensemble. Ce trio de quadragénaires se distingue par un trait de caractère pleinement assumé : la difficulté à grandir. 
Un soir, avec Jacob (le neveu d'Adam) alors qu'ils consomment un trop grand nombre de canettes de bière et de bouteilles d'alcool, ils décident de savourer la chaleur bouillonnante d'un jacuzzi. À leur réveil, ils se retrouvent avec une terrible migraine. Tout se complique lorsqu'ils réalisent qu'ils ont changé d'époque. Très vite, Adam et ses amis parviennent à définir la date : ils sont en 1986. Vont-ils réussir à retraverser les couloirs du temps, grâce à ce mystérieux jacuzzi ?

## Fiche technique
- Titre original : Hot Tub Time Machine
- Titre alternatif du DVD : Very Hot Tub
- Titre français : La Machine à démonter le temps
- Titre québécois : Le Spa à remonter dans le temps
- Réalisation : Steve Pink (en)
- Scénario : Josh Healt, Sean Anders et John Morris, d'après une histoire de Josh Heald
- Producteurs : John Cusack, Grace Loh, Matt Moore et John Morris
- Producteur associé : John Albanis
- Producteur exécutif : Michael Nelson
- Musique : Christophe Beck
- Directeur de la photographie : Jack N. Green
- Montage : George Folsey Jr. et James Thomas
- Distribution des rôles : Lynne Carrow et Susie Farris
- Création des décors : Bob Ziembicki
- Direction artistique : Kelvin Humenny et Jeremy Stanbridge
- Décorateur de plateau : Jill Sprayregen Henkel et Johanne Hubert
- Création des costumes : Dayna Pink
- Sociétés de production : Metro-Goldwyn-Mayer, United Artists et New Crime Productions
- Sociétés de distribution : Metro-Goldwyn-Mayer (États-Unis) (cinéma) • 20th Century Fox (Royaume-Uni) (cinéma) • 20th Century Fox Home Entertainment (États-Unis) (vidéo)
- Budget : 36 millions de dollars
- Box-office  États-Unis : 50 287 556 dollars[1]
- Box-office  France : 2 296 entrées[2]
- Box-office  Mondial : 61 336 869 dollars [1]
- Pays d'origine :  États-Unis
- Langues originales : anglais et secondairement russe
- Format : 1.85:1 - Couleur - Son Dolby Digital
- Durée : 99 minutes
- Genre : Comédie, Science-fiction
- Dates de sortie en salles :
  -  Argentine : 25 mars 2010[réf. nécessaire]
  -  États-Unis et  Canada : 26 mars 2010
  -  Australie : 22 avril 2010
  -  Royaume-Uni : 7 mai 2010
  -  Belgique : 11 août 2010
  -  France : 6 octobre 2010

## Distribution
- John Cusack (VFB : Philippe Allard ; VQ : Pierre Auger) : Adam
- Clark Duke (VFB : Gauthier de Fauconval ; VQ : Hugolin Chevrette) : Jacob
- Craig Robinson (VFB : Martin Spinhayer ; VQ : Tristan Harvey) : Nick Weber
- Rob Corddry (VFB : Alain Eloy ; VQ : Frédéric Desager) : Lou Dorchen
- Sebastian Stan (VFB : Pablo Hertsens ; VQ : Nicolas Charbonneaux-Collombet) : Blaine
- Lyndsy Fonseca (VFB : Mélanie Dermont ; VQ : Ariane-Li Simard-Côté) : Jenny
- Crispin Glover (VFB : David Manet ; VQ : François Sasseville) : Phil
- Chevy Chase (VQ : Jacques Lavallée) : le réparateur
- Charlie McDermott (VFB : Maxime Donnay ; VQ : Frédéric Millaire-Zouvi) : Chaz
- Lizzy Caplan (VFB : Fanny Roy ; VQ : Violette Chauveau) : April
- Collette Wolfe (VFB : Marcha Van Boven ; VQ : Geneviève Désilets) : Kelly
- Crystal Lowe (VQ : Aurélie Morgane) : Zoe
- Jessica Paré (VQ : Annie Girard) :  Tara
- Kellee Stewart : Courtney
- Julia Maxwell : Lucy
- Geoff Gustafson : Dr Jeff
- Aliu Oyofo : Nick jeune
- Jake Rose : Adam jeune
- Brook Bennett : Lou jeune
- Donald MacDonald : un membre de Poison
- Blaine Anderson : DJ
- Paul Dzenkiw : un membre du gang à Blaine
- Rhys Williams : un membre du gang à Blaine
- Marie West : le barman

Source et légende : Version française (VF) sur Voxofilm et Version québécoise (VQ) sur Doublage Québec.

## Réception
Hot Tub Time Machine a reçu des critiques positives, obtenant 63 % de critiques qui ont donné un avis positif sur la base de 177 commentaires sur Rotten Tomatoes, obtenant une note de 6,1 sur 10. Il a obtenu également un taux de satisfaction de 63 % sur Metacritic.

## Autour du film
- Il s'agit du second long-métrage réalisé par Steve Pink (en), quatre ans après Admis à tout prix.
- Jack N. Green, directeur de la photographie du film, est connu pour son travail sur une majeure partie des films réalisés par Clint Eastwood de 1990 à 2000, et sur 40 ans, toujours puceau, de Judd Apatow.
- Crispin Glover, qui joue Phil, l'employé du chalet manchot, en 1986 et à l'époque actuelle, avait déjà joué un rôle similaire, celui de George McFly de 1955 et de 1985 dans Retour vers le futur.
- Une suite est sorti en 2015 sous le nom Le Spa à remonter dans le temps 2.